# Штеровский энергетический техникум
Штеровский энергетический техникум — образовательное учреждение в городе Миусинск Луганской области (Украина).

## История
Образовательное учреждение было создано во время индустриализации СССР.
В 1929—1931 годах в соответствии с первым пятилетним планом развития народного хозяйства СССР при Штеровской ГРЭС было построено и введено в эксплуатацию здание техникума, в котором в соответствии с приказом № 78 от 6 апреля 1931 года Государственного Всесоюзного объединения энергетического хозяйства «Энергоцентр» начал образовательную деятельность Штеровский электротехнический техникум, начавший подготовку техников-теплотехников и техников-электриков для энергетической отрасли. В 1933 году он был переименован в Штеровский энергетический техникум.
В мае 1940 года техникум передали в ведение Наркомата электростанций и электропромышленности СССР.
В 1931—1941 годах техникум выпустил девять выпусков специалистов. После начала Великой Отечественной войны в связи с приближением линии фронта в октябре 1941 года техникум прекратил образовательную деятельность. В ходе боевых действий 1941—1943 гг. и в период немецкой оккупации техникум был разрушен, но в 1944 началось его восстановление.
В 1952 году техникум возобновил работу в новом здании.
После провозглашения независимости Украины техникум был передан в ведение министерства энергетики и электрификации Украины.
В марте 1995 года Верховная Рада Украины внесла техникум в перечень предприятий, учреждений и организаций, приватизация которых запрещена в связи с их общегосударственным значением.
В 1997 году техникум был передан в ведение министерства образования Украины.
В 2008 году техникум был аккредитован и получил лицензии на подготовку специалистов на дневной и заочной формах обучения по специальностям:
- 5.090512 «Монтаж и эксплуатация электрооборудования электростанций и энергосистем»
- 5.090606 «Монтаж и эксплуатация теплоэнергетического оборудования тепловых электростанций»

Техникум входил в комплекс с Донецким Национальным техническим университетом и Харьковской инженерно-педагогической Академией, сотрудничал с предприятиями энергетики.

## Современное состояние
Штеровский энергетический техникум является единственным техникумом такого профиля в Луганской области. Материально-техническая база техникума состоит из учебного корпуса, лаборатории, четырёх мастерских, библиотеки, двух общежитий, спортивного и тренажерного залов.